# (1382) Gerti
(1382) Gerti ist ein Asteroid des Hauptgürtels, der am 21. Januar 1925 von dem deutschen Astronomen Karl Wilhelm Reinmuth an der Landessternwarte Heidelberg-Königstuhl der Universität Heidelberg entdeckt wurde.
Der Asteroid ist nach Gertrud Höhne, der damaligen Sekretärin des Astronomischen Rechen-Institutes in Berlin, benannt.